# Thomas Voeckler
Thomas Voeckler, né le 22 juin 1979 à Schiltigheim (Bas-Rhin), est un coureur cycliste français, professionnel de 2001 à 2017.
Durant l'ensemble de sa carrière, Thomas Voeckler a été membre de l'équipe dirigée par Jean-René Bernaudeau, le dernier sponsor étant Direct Énergie. Il a notamment été champion de France sur route en 2004 et 2010, et vainqueur du Grand Prix de Plouay 2007, du Grand Prix cycliste de Québec, de quatre étapes du Tour de France en 2009, 2010 et 2012. Il s'est rendu populaire lors du Tour de France 2004 en portant le maillot jaune pendant dix jours. Il réédite cet exploit lors du Tour de France 2011, où il finit à la quatrième place du classement général. Il remporte le maillot de meilleur grimpeur du Tour de France 2012. Il prend sa retraite à l'issue du Tour de France 2017 et devient consultant dans plusieurs médias. En juin 2019, il est nommé sélectionneur de l'équipe de France masculine. Il décroche deux titres mondiaux en 2020 et 2021 avec Julian Alaphilippe, ainsi que le titre européen en 2023 avec Christophe Laporte.

## Biographie

### Enfance et jeunesse
Thomas Voeckler est né le 22 juin 1979 au C.M.C.O. (Centre Médico-Chirurgical et Obstétrical) de Strasbourg à Schiltigheim. Sa famille est originaire d'Alsace ; son père était psychiatre et sa mère médecin-anesthésiste. Thomas Voeckler grandit dans le village d'Herbitzheim. Alors qu'il a sept ans, ses parents décident de s'installer en Martinique à Tartane où ils achètent une maison. L'une des raisons de ce déménagement est de permettre à son père d'assouvir plus facilement sa passion de la navigation. Il achète ainsi des voiliers de dix à quinze mètres de long et participe à des courses maritimes. En compagnie de sa femme et de ses deux fils Alexis et Thomas, il effectue trois traversées de l'océan Atlantique.
En Martinique, Thomas Voeckler pratique le judo et le football avant de découvrir le cyclisme à l'âge de dix ans. Il débute à l'Étoile cycliste du Lamentin, puis rejoint à douze ans le Club cycliste de Trinité. Il se distingue par sa hargne et est surnommé Ti-Blanc par son entraîneur. Peu avant son treizième anniversaire, son père se rend en France métropolitaine, à Strasbourg pour lui acheter comme cadeau un vélo haut de gamme. C'est avec ce vélo qu'il participe à ses premières compétitions cyclistes. Durant cet automne 1992, le père de Thomas Voeckler, parti seul sur son bateau pour une traversée, disparaît en mer. Malgré de longues recherches, les secours ne parviennent pas à le retrouver, pas plus que son bateau.
À 17 ans, Thomas Voeckler revient en Métropole. Il y passe un BTS de vente et intègre la section sport-études du lycée Notre Dame du Roc à La Roche-sur-Yon, en Vendée. Il rejoint ensuite l'équipe amateur Vendée U, dirigée par Jean-René Bernaudeau. En 2000, il est deuxième de Paris-Roubaix espoirs et remporte le Vélo d'or espoirs de Vélo Magazine.
Il réside aujourd'hui à Mouilleron-le-Captif en Vendée.

### Carrière professionnelle
Thomas Voeckler devient professionnel en 2001 avec l'équipe Bonjour. Au cours de sa carrière, il reste fidèle à Jean-René Bernaudeau, et évolue sous ses ordres dans la même équipe rebaptisée Brioches la Boulangère, de 2003 à 2004, Bouygues Telecom de 2005 à 2008, BBox Bouygues Telecom de 2009 à 2010, Europcar de 2011 à 2015, puis Direct Énergie en 2016.

#### 2001-2002: débuts chez Bonjour

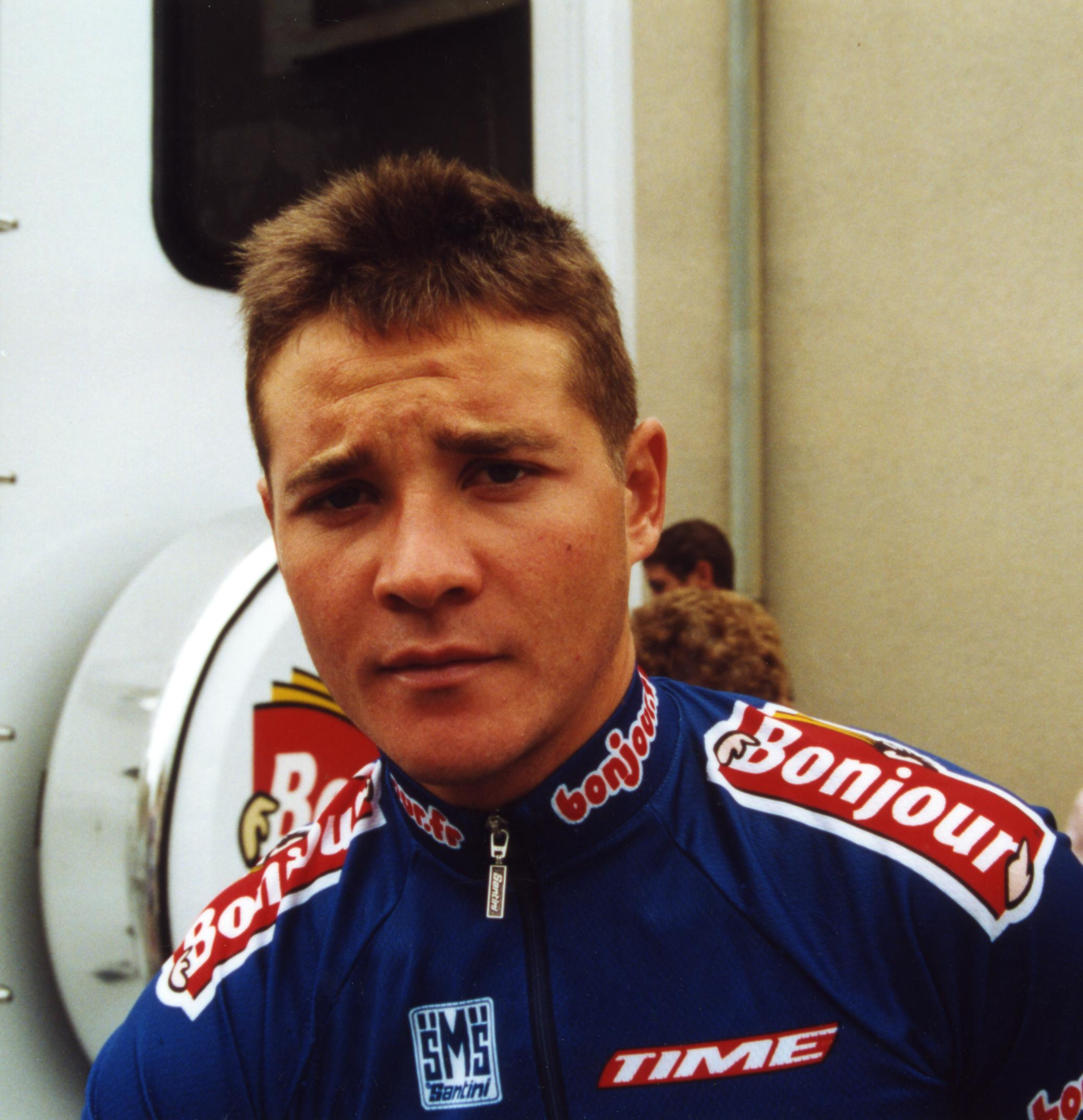
Thomas Voeckler au Tour de l'Avenir 2001

Thomas Voeckler devient professionnel en 2001 au sein de l'équipe Bonjour, dans laquelle il a été stagiaire en 2000. Alors qu'il n'est initialement pas dans l'équipe de départ pour le Tour d'Italie 2001, il est retenu à la suite des blessures de Frédéric Gabriel et Charles Guilbert. Pour l'équipe, la course est marquée par les chutes et l'abandon de plusieurs coureurs. Voeckler a de son côté des difficultés dans les étapes de montagne où il termine à plusieurs reprises à la dernière place. Ce Giro, marqué à quelques jours de son terme par l'opération de police antidopage surnommée le « blitz », voit également l'équipe Bonjour se faire voler son stock de vélos à trois jours du terme de l'épreuve. Dans une course verrouillée par les équipes italiennes, Voeckler essaie à plusieurs reprises de s'échapper, mais ne peut le faire que le dernier jour. Avant-dernier au classement général final, Voeckler est le seul coureur de la formation Bonjour à finir ce Giro et il le termine avec un vélo trop grand pour lui.

#### 2003: les premières victoires chez Brioches la Boulangère
Il remporte sa première victoire chez les professionnels en 2003 : la Classic Loire-Atlantique. Il remporte ensuite le Tour de Luxembourg et deux étapes. En septembre, il gagne une étape du Tour de l'Avenir. Il participe également la même année à son premier Tour de France, qu'il termine à la 119e place.

#### 2004: révélation avec le maillot jaune sur le Tour de France
En 2004, il effectue un travail d'équipier de plus en plus remarqué aux côtés de ses leaders Jérôme Pineau (avec qui il réalise un doublé sur la Clásica de Almería) et Sylvain Chavanel (qui remporte les Quatre Jours de Dunkerque puis le Tour de Belgique avec Thomas comme dernier équipier). Il gagne ensuite la semi-classique À travers le Morbihan avant de terminer 5e de la Classique des Alpes aux côtés des grimpeurs espagnols Óscar Pereiro, Iban Mayo ou encore Óscar Sevilla.
Il se révèle au grand public français en remportant le championnat de France à Pont-du-Fossé puis en enchaînant avec un excellent Tour de France 2004 au cours duquel il devient très populaire auprès du public français, se battant avec le maillot jaune sur les épaules durant la moitié de l'épreuve. Le 8 juillet, il se distingue lors de la 5e étape, faisant partie d'une échappée victorieuse de 184 km comprenant cinq coureurs qui arrivent à Chartres avec plus de 12 minutes d'avance sur le peloton. La victoire d'étape revient à l'Australien Stuart O'Grady mais c'est Thomas Voeckler, le mieux classé de l'échappée au classement général, qui endosse le maillot jaune. Il porte ce maillot pendant dix jours, le défendant avec courage dans les Pyrénées face à Lance Armstrong, et perdant le maillot blanc seulement lors du dernier contre la montre. Il termine à la 18e place du classement général.
Il est sélectionné pour représenter la France aux Jeux olympiques à Athènes. Il se classe 20e de la course en ligne.

#### 2005-2008
En 2005, l'équipe de Thomas Voeckler change de sponsor et devient Bouygues Telecom, elle intègre l'UCI Pro Tour, nouvelle première division mondiale de cyclisme. Thomas Voeckler choisit d'enchainer les participations aux grandes courses, privilégiant le gain d'expérience au résultat immédiat. Il dispute notamment Paris-Nice, le Tour des Flandres, Gand-Wevelgem, Paris-Roubaix, l'Amstel Gold Race, Liège-Bastogne-Liège, le Tour de Romandie, le Tour de Suisse, le Tour de France, la HEW Cyclassics, la Clasica San Sebastian, le Tour d'Espagne, le Championnat de Zurich, Paris-Tours et le Tour de Lombardie.
Il ne remporte qu'une course, une étape des Quatre Jours de Dunkerque, dont le classement général est remporté par son coéquipier Pierrick Fédrigo. Sur le Tour de France, il se distingue en portant durant une journée le maillot à pois de meilleur grimpeur.
En 2006, fort de son expérience, il bat tout d'abord Jens Voigt à l'arrivée d'une étape du Tour du Pays basque, puis gagne la Route du Sud et Paris-Bourges. Il est deuxième du championnat de France sur route disputé à Chantonnay près du siège de son équipe, battu par Florent Brard. Après la course, il est critiqué par plusieurs coureurs.

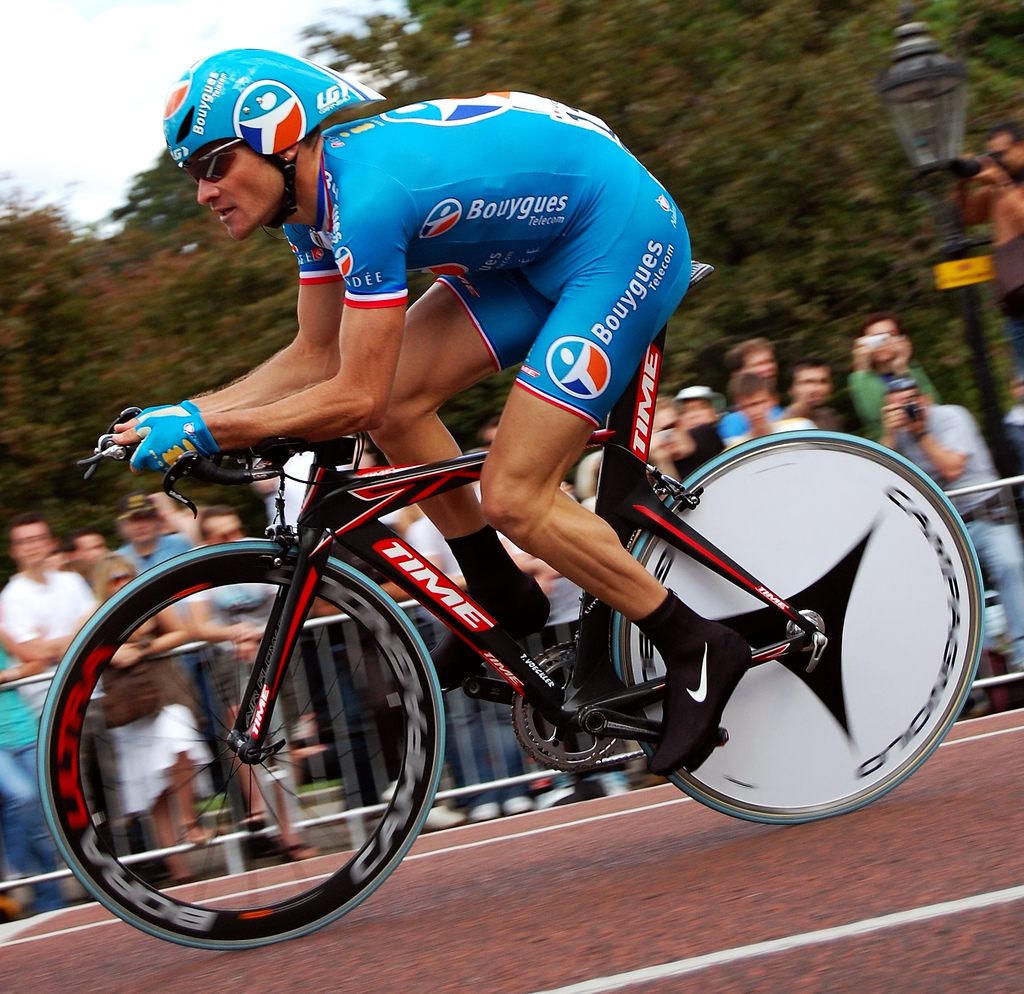
Thomas Voeckler lors du Tour de France 2007

En 2007, il déclare que si la direction de son équipe (Bouygues Telecom) consent à lui attribuer le rôle de leader principal pour le classement général, il essayera de viser les premières places du Tour de France, et de renouveler ainsi l'exploit de ses 10 jours en jaune sur le Tour 2004. « J'ai beaucoup progressé en montagne, affirme-t-il, et une place dans les cinq premiers devrait je le pense m'être accessible, comme l'a fait Cyril Dessel l'année dernière (6e), même si je sais que je dois encore m'entraîner pour les épreuves de contre-la-montre afin d'être au maximum de ma forme cet été et prouver ce que je vaux réellement ». Il termine finalement à la 66e place du général individuel du Tour de France cette année.
En 2007, il remporte l'un des principaux succès de sa carrière en s'imposant au Grand Prix de Plouay, une course ProTour, devant Thor Hushovd et Danilo Di Luca, quelques jours après avoir gagné le Tour du Poitou-Charentes. Il remporte aussi le classement du meilleur grimpeur de Paris-Nice.
En 2008, Thomas Voeckler s'impose lors du Circuit de la Sarthe et du Grand Prix de Plumelec-Morbihan.

#### 2009-2010
La saison 2009 pour lui débute dans de très bonnes conditions puisqu'il remporte l'Étoile de Bessèges (succédant à son coéquipier Trofimov) puis le Tour du Haut-Var. Durant Paris-Nice, Thomas Voeckler est victime d'une chute lors de la 6e étape, ce qui lui cause une triple fracture de la clavicule. À son retour au mois de mai, il remporte le Trophée des grimpeurs. Le 8 juillet, il remporte en solitaire à Perpignan la cinquième étape du Tour de France 2009.
En 2010, il termine dixième de la classique Liège-Bastogne-Liège après la disqualification d'Alejandro Valverde pour ses résultats de 2010. En juin, il s'impose lors du championnat de France sur route. C'est sa deuxième victoire dans l'épreuve après celle de 2004. Le 19 juillet, il remporte la 15e étape du Tour de France en solitaire, après avoir attaqué ses compagnons d'échappée à 21 km de l'arrivée dans le Port de Balès classé hors catégorie. Il passe ainsi la ligne d'arrivée à Bagnères-de-Luchon avec 1 minute et vingt secondes d'avance sur l'Italien Alessandro Ballan et l'Espagnol Aitor Pérez. Expliquant avant la course être hors de forme, il remporte début septembre le Grand Prix cycliste de Québec, la première course Pro Tour sur le continent américain, après une attaque incisive dans le dernier kilomètre.
2010 est la dernière année de sponsoring de la société Bouygues Telecom. Elle est remplacée par le loueur de véhicules Europcar. Après avoir été tenté de partir chez Cofidis dans l'éventualité d'un échec de la recherche d'un nouveau sponsor, il reste aux côtés de Jean-René Bernaudeau.

#### 2011-2015: Europcar

##### 2011: maillot jaune puis quatrième du Tour de France

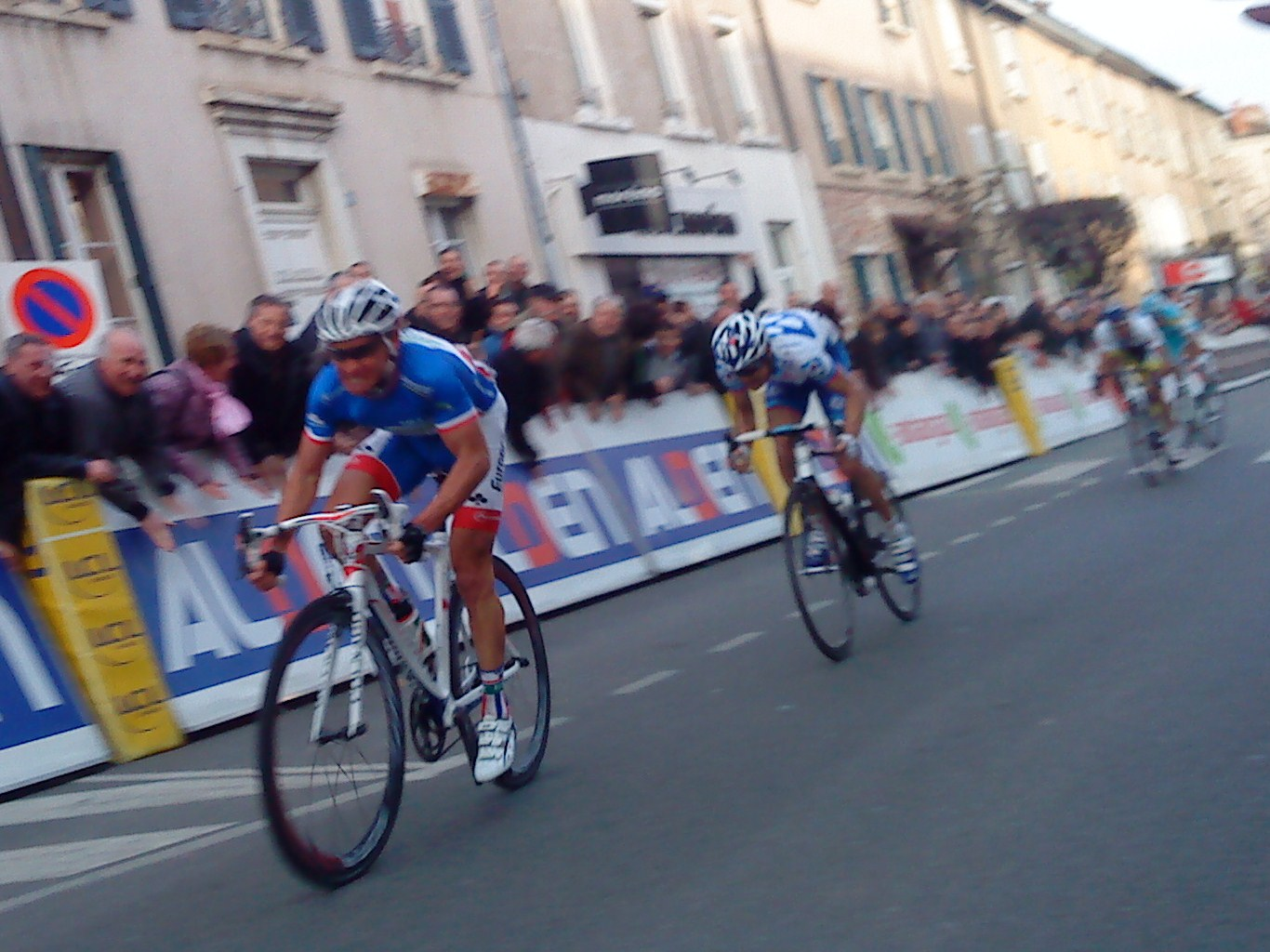
Victoire de Thomas Voeckler au sprint lors de la 4e étape de Paris-Nice le 9 mars 2011 à Belleville

Thomas Voeckler remporte sa première victoire en 2011 lors du Tour méditerranéen. Profitant de l'erreur de Laurent Mangel qui célèbre prématurément sa victoire, Voeckler le bat au sprint lors de la première étape et prend alors la tête du classement général. Sixième à la fin, il se met de nouveau en évidence la semaine suivante sur le Tour du Haut-Var qu'il remporte. Troisième de la première étape remportée par Samuel Dumoulin, il s'échappe avec Julien Antomarchi le lendemain à quelques kilomètres de l'arrivée finale. Assuré de remporter le classement final de l'épreuve, il ne dispute pas le sprint pour la victoire d'étape. Au mois de mars, il est leader du classement UCI Europe Tour. Le 9 mars 2011, il remporte au sprint la 4e étape de Paris-Nice devant ses compagnons d'échappée Rémi Pauriol et Thomas De Gendt. Il remporte ensuite en solitaire la huitième étape de cette course quatre jours plus tard.
Une semaine plus tard, le 19 mars, et malgré les efforts déployés dans le final de l'épreuve, Thomas Voeckler se classe dixième de la Classic Loire-Atlantique à 22 s du vainqueur néerlandais Lieuwe Westra. Il prend sa revanche le lendemain en remportant « en costaud » sa cinquième victoire de la saison dans la course Cholet-Pays de Loire. Il place une attaque à 3 km de l'arrivée avec un vent de côté, et parvient à sortir du peloton avant de résister au retour des sprinteurs. Grâce à cette victoire, il rejoint Jérémy Roy à la première place provisoire de la Coupe de France de cyclisme sur route 2011,. Il prend par la même occasion la tête du classement individuel de l'UCI Europe Tour.

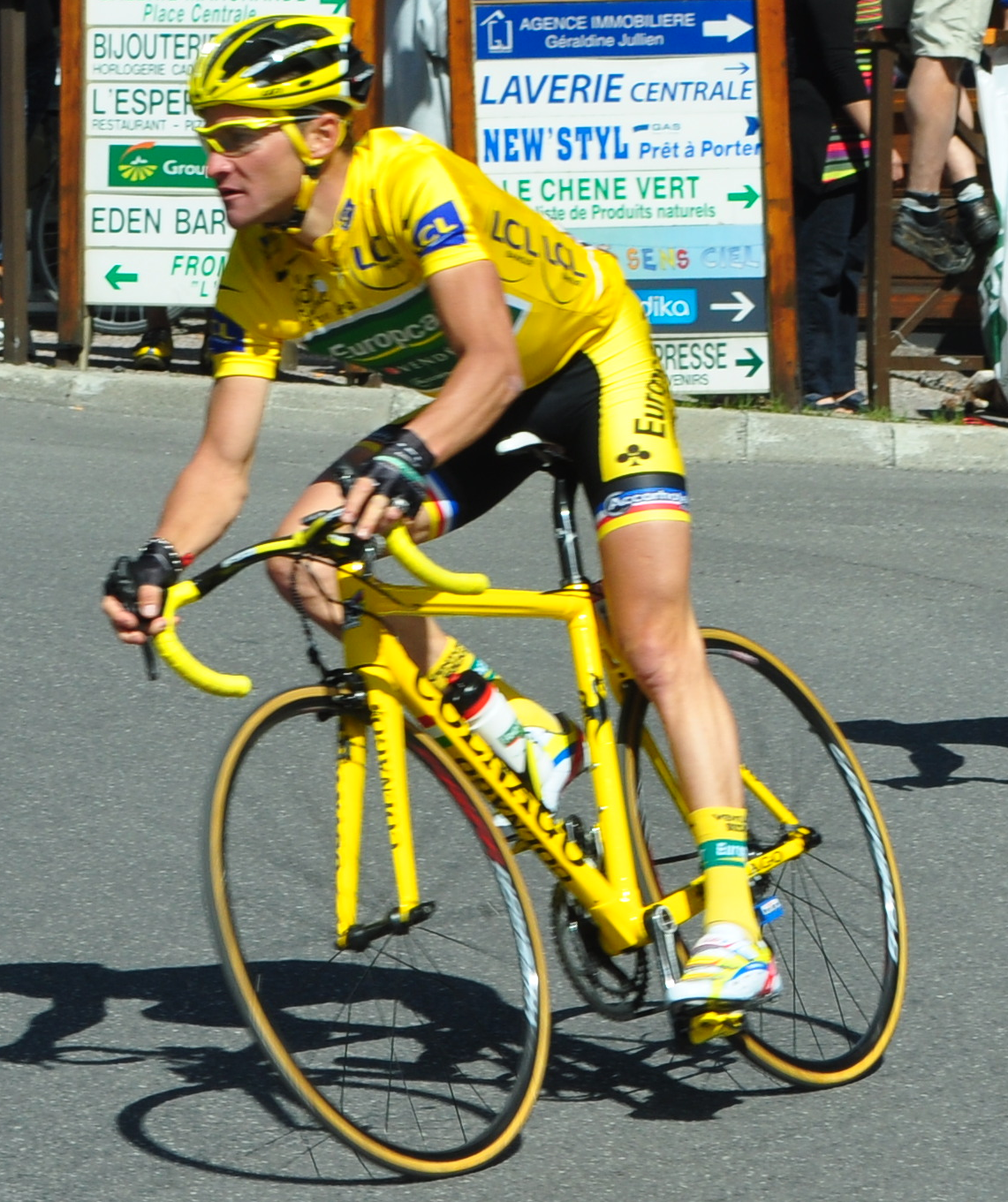
Voeckler à Briançon en 2011

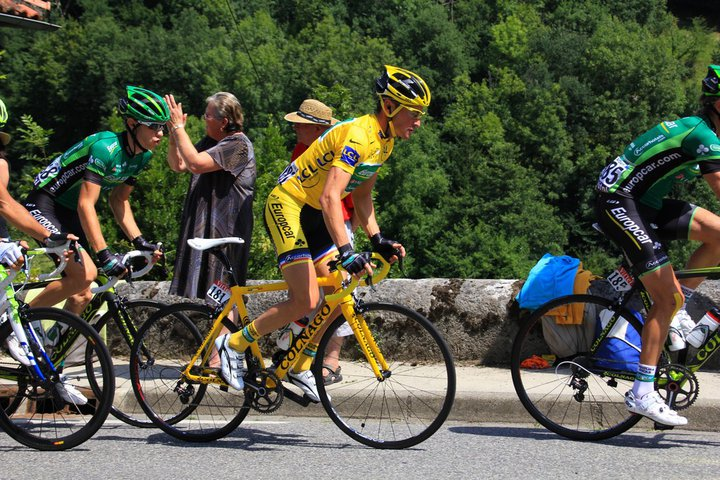
Thomas Voeckler en jaune lors du Tour de France 2011

En avril, il remporte une nouvelle victoire lors de la deuxième étape du Tour du Trentin devant Michele Scarponi, et termine septième du classement général de cette course. Le 7 mai, il enchaîne avec une victoire en solitaire à Cassel lors de la quatrième étape des Quatre Jours de Dunkerque. Il prend alors la tête du classement général et il remporte le lendemain le classement final de la course, confortant ainsi sa première place au classement UCI Europe Tour. Le 5 juin, il prend le départ du Critérium du Dauphiné. Il se classe plusieurs fois parmi les dix premiers d'étapes de montagne et termine l'épreuve à la dixième place du classement général. Avec Christophe Kern, vainqueur de la cinquième étape et sixième du classement général, il participe à la victoire de l'équipe Europcar au classement par équipes. Il termine troisième du championnat de France sur route, remporté par Sylvain Chavanel.
En juillet, il participe au Tour de France 2011 et endosse le maillot jaune à l'issue de la 9e étape, en arrivant deuxième à Saint-Flour après une échappée de 167 km. Lors de la 12e étape du Tour dans les Pyrénées, il résiste aux favoris (les frères Andy et Fränk Schleck, Cadel Evans ou encore Alberto Contador) et parvient à conserver son maillot de leader, en terminant 9e de l'étape, à 50 secondes du vainqueur. Il garde ce maillot après la 14e étape, lors de laquelle il rivalise avec les favoris dans la montée finale du Plateau de Beille. Quelques jours plus tard, à Pignerol, il perd vingt-sept secondes sur Alberto Contador et Cadel Evans sur une sortie de route sans conséquence physique dans la descente de la côte de Pramartino. Lors de la 18e étape, au terme de la montée vers le col du Galibier, Thomas Voeckler parvient à sauver son maillot jaune pour 15 secondes en se plaçant dans la roue de Cadel Evans qui le distance dans les derniers mètres. Le 22 juillet, deux jours avant la fin du Tour, il perd le maillot jaune à l'issue de la 19e étape, à la suite d'une attaque d'Alberto Contador qu'il s'épuise en vain à rattraper. Il concède deux minutes cinquante-huit à son coéquipier Pierre Rolland, vainqueur de l'étape à l'Alpe d'Huez, et finit le Tour de France en 4e position. Depuis Christophe Moreau en 2000, Thomas Voeckler est le premier Français à figurer à une place aussi haute du classement général. Ne pas avoir fini sur le podium de ce tour reste alors le plus grand regret de sa carrière. Il reconnaît plus tard avoir commis une erreur majeure en suivant Contador et Schleck le 22 juillet, au lieu de rester dans la roue de Cadel Evans, et ajoute : « Je suis un peu déçu, car j'ai caressé le rêve. Mais justement, un rêve, c'est inaccessible... ».

##### 2012: places d'honneur sur les classiques ardennaises, meilleur grimpeur du Tour de France
Voeckler commence la saison 2012 à l'occasion du Tour méditerranéen. Il prend la huitième place du Tour des Flandres et remporte en solitaire la Flèche brabançonne. Il est ensuite cinquième de l'Amstel Gold Race. C'est le meilleur résultat d'un coureur français dans une classique ardennaise depuis douze ans. Il termine ces classiques par une quatrième place lors de Liège-Bastogne-Liège. Engagé ensuite sur la Tropicale Amissa Bongo, il termine deuxième de la deuxième étape et s'impose le lendemain.

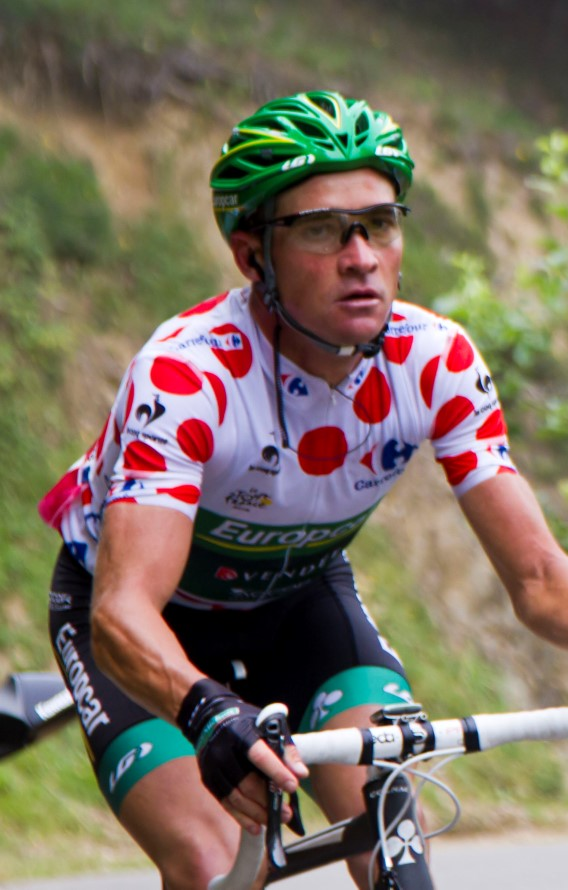
Tour de France 2012.

Malgré une douleur au genou l'empêchant de s’entraîner pendant douze jours consécutifs, il décide finalement de prendre le départ du Tour de France 2012. Il remporte la dixième étape, emmené par une échappée de cinq coureurs. À l'issue de cette étape, il passe en tête du classement du meilleur grimpeur et est élu homme le plus combatif de cette étape.
Lors de la seizième étape, il s'impose à nouveau en solitaire après avoir passé les quatre difficultés du jour en tête (col d'Aubisque, col du Tourmalet, col d'Aspin et col de Peyresourde), il reprend également le maillot à pois abandonné quelques jours plus tôt à Fredrik Kessiakoff. Le lendemain, lors de la dernière étape de haute montagne, entre Bagnères-de-Luchon et Peyragudes, Voeckler veut à tout prix conserver son maillot de meilleur grimpeur, il fait partie de l'échappée du jour et passe en tête au sommet des trois premiers cols de la journée, s'assurant ainsi de revêtir le maillot à pois à Paris.

##### 2013: 5 victoires
En 2013, Voeckler, qui espère obtenir un résultat sur les classiques ardennaises, commence sa saison sur l'Étoile de Bessèges. Le 20 mars, alors qu'il est échappé en solitaire dans les derniers kilomètres d'À travers les Flandres, il est victime de crampes et est repris dans les derniers mètres de la course par plusieurs coureurs et termine cinquième d'une course gagnée par Oscar Gatto,. Après avoir aidé Pierre Rolland à gagner le Circuit de la Sarthe, il participe aux ardennaises. Lors de l'Amstel Gold Race, il chute et se fracture la clavicule droite,.
De retour à la compétition un mois plus tard, il chute à nouveau sur le Tour de Belgique, cette fois sans conséquence,. Il renoue avec la victoire en juin en gagnant la sixième étape du Critérium du Dauphiné à l'issue d'un sprint à quatre coureurs. La semaine suivante, Voeckler remporte l'étape de montagne de la Route du Sud, prenant la tête de l'épreuve. Il l'emporte à Bagnères-de-Luchon devant Franco Pellizotti pour la troisième fois de sa carrière. Le lendemain, il gagne la course pyrénéenne pour la deuxième fois après l'édition 2006. Il participe une nouvelle fois au Tour de France mais n'y connait pas sa réussite habituelle et doit se contenter d'une anonyme soixante-cinquième place sans avoir réellement pu animer la course. Le 29 août, il remporte le contre-la-montre du Tour Poitou-Charentes, il s'agit de sa première victoire sur l'épreuve en solitaire, ce qui lui permet de prendre la tête du classement général qu'il s'adjuge le lendemain. Le mois suivant, Thomas Voeckler se classe second du Tour du Doubs puis du Grand Prix de Wallonie à quelques jours d'intervalle. Il est devancé au sprint par le coureur letton Aleksejs Saramotins lors de l'épreuve française et par Jan Bakelants, ancien porteur du maillot jaune du Tour de France 2013, au sommet de la citadelle de Namur. Sélectionné pour la course en ligne des championnats du monde de Florence, Voeckler termine cette course en 61e place et est le dernier coureur classé. La semaine suivante, après avoir terminé Milan-Turin en huitième position, Voeckler s'échappe en solitaire sur le Tour de Lombardie avant d'être rattrapé par ses poursuivants à 11 kilomètres de l'arrivée,.

##### 2014: deuxième de Paris-Tours

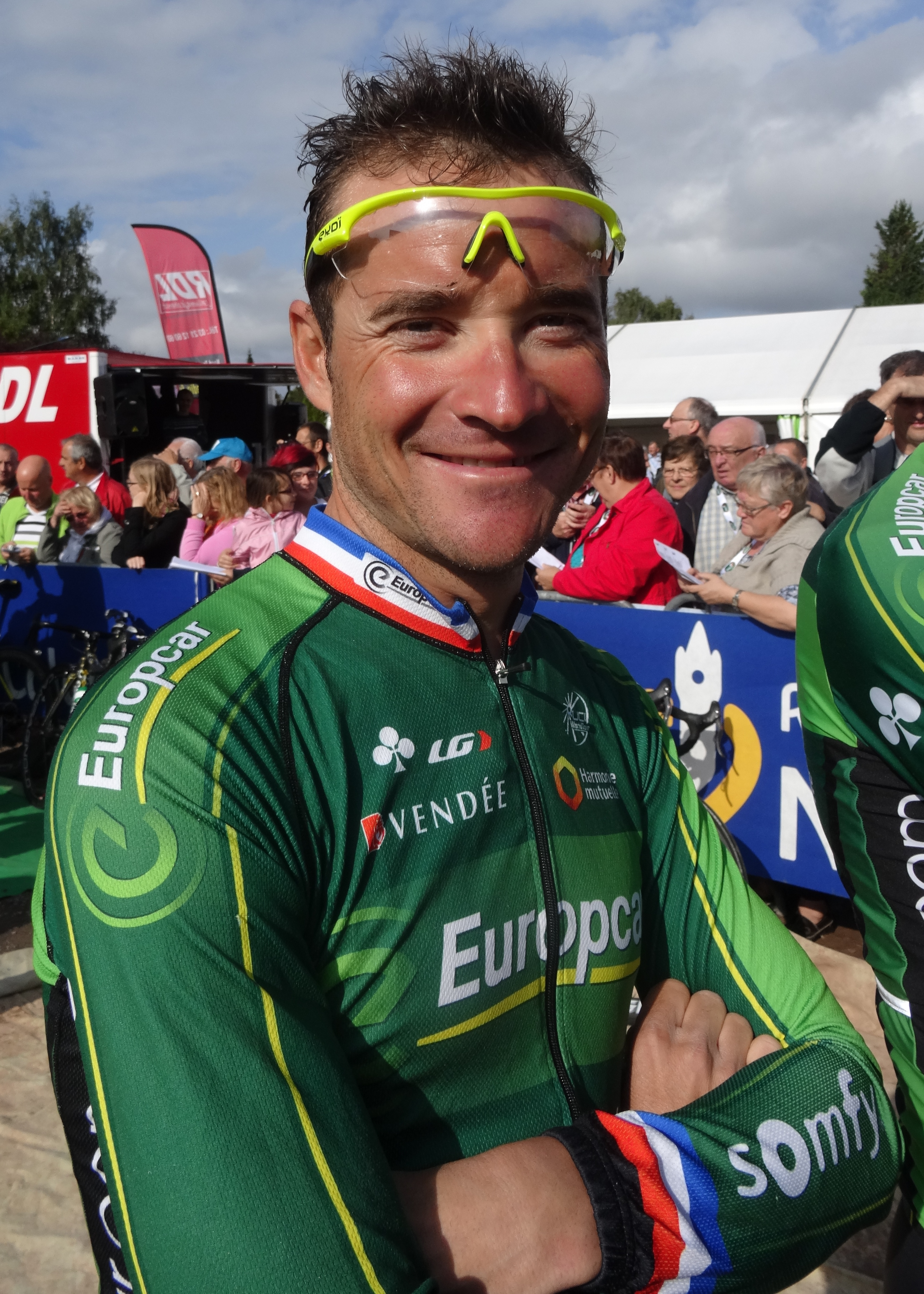
Thomas Voeckler peu avant le départ du Grand Prix d'Isbergues 2014.

En 2014, Voeckler vise selon son directeur sportif Jean-René Bernaudeau Liège-Bastogne-Liège et le Tour de Lombardie. Il décide de reprendre la compétition lors du Tour Down Under cependant il se fracture la clavicule six jours avant le début de l'épreuve. Il reprend la compétition en février lors du Tour méditerranéen. Il termine 25e de l'Amstel Gold Race puis 36e de Liège-Bastogne-Liège. Il participe ensuite au Tour de Romandie. Attaquant sans réussite dans le final de la première étape, il prend la deuxième place lors de la quatrième étape, battu au sprint par Michael Albasini à l'issue d'une échappée. Il est 21e au classement général.
Percuté par une voiture durant un entraînement en août, il se luxe l'épaule et déclare donc forfait pour la 47e édition du Tour du Limousin. Son retour est fixé au Grand Prix Impanis-Van Petegem. Voeckler reprend cependant la compétition une semaine avant, au Tour du Doubs dont il est 46e. Le 12 octobre 2014, il termine second de la 108e édition de Paris-Tours après avoir été facilement maitrisé par le jeune espoir belge Jelle Wallays après une échappée de plus de 230 km. Déçu, Voeckler n'apparait pas sur le podium, raison pour laquelle son équipe perd tous les gains monétaires de la journée.

##### 2015: saison mitigée
En septembre 2015, Voeckler n'est pas sélectionné pour les championnats du monde de Richmond bien qu'il exprime le souhait d'y participer. Il se classe en fin de mois deuxième du Tour du Gévaudan Languedoc-Roussillon derrière Thibaut Pinot.

#### 2016-2017: Direct Énergie

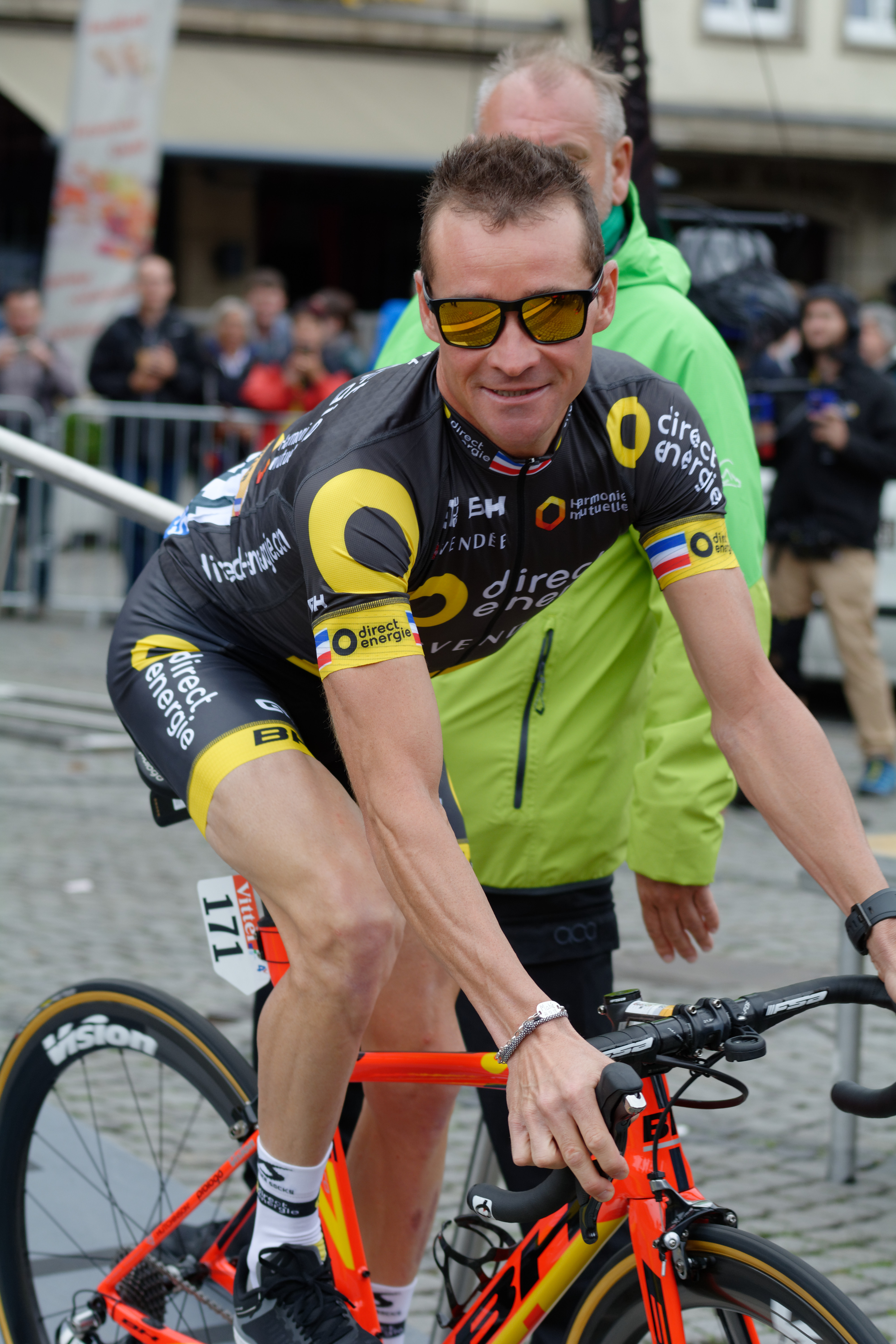
Thomas Voeckler lors du Tour de France 2017.

En 2016, Direct Énergie remplace Europcar comme sponsor de l'équipe de Jean-René Bernaudeau. Thomas Voeckler remporte la première étape du Tour La Provence et le classement général de cette course. Il gagne aussi la troisième étape du Tour de Yorkshire, une victoire qui lui permet de s'adjuger le classement général de l'épreuve britannique.
Le 22 septembre 2016, Thomas Voeckler déclare vouloir terminer sa carrière au soir de l'arrivée du Tour de France 2017. Il envisage une reconversion en tant que consultant médias ou en étant membre de l'encadrement de l'équipe de France de cyclisme. Le 23 juillet 2017, après l'arrivée du Tour sur les Champs-Élysées, il déclare mettre « un point final » à sa carrière de coureur cycliste.

### Style et position dans le peloton
Thomas Voeckler est considéré comme un coureur appartenant à la catégorie « puncheur-baroudeur » et sa bonne science de la course lui a permis de gagner plusieurs semi-classiques ou étapes. Le Tour de France 2011 a mis au jour ses qualités de grimpeur, ainsi que quelques facultés en contre-la-montre. Il parvient à y suivre les meilleurs dans la montagne et se classe treizième lors du contre-la-montre de Grenoble. Il est également capable de bons résultats sur les pavés : il s'est classé quatrième du Grand Prix E3 en 2008, onzième du Circuit Het Nieuwsblad 2009 et il a par la suite gagné les Quatre Jours de Dunkerque en 2011 en remportant l'étape « reine » qui comportait plusieurs ascensions pavées de Cassel. Il démontre encore ses qualités lors du Tour des Flandres 2012 qu'il finit à la huitième place. Il confirme la semaine suivante en remportant en solitaire la Flèche brabançonne, semi-classique hors-catégorie comportant des secteurs non enrobés.
Jean-René Bernaudeau, son directeur sportif durant toute sa carrière, met en avant son sens tactique et ses aptitudes à être un « patron » dans son équipe. Il s'intéresse tout particulièrement à son matériel, n'hésitant pas à vérifier ou corriger les actions de ses mécaniciens. Il s'oppose en revanche à des évolutions technologiques comme les oreillettes, donnant trop d'influence aux directeurs sportifs selon lui, ou les capteurs de puissance permettant de réguler les entraînements.
Considéré comme étant le coureur français le plus populaire des années 2000, où l'on parle de « Voecklermania », Voeckler n'est pas apprécié par une grande partie de ses collègues du peloton et cela concerne indifféremment les coureurs français ou étrangers,. Il le reconnait lui-même et considère cette inimitié à laquelle il n'accorde pas d'intérêt comme étant de la « jalousie » par rapport à sa popularité supposée trop importante comparé à ses résultats sportifs. Parmi ses amis dans le peloton figurent Jimmy Engoulvent, Sébastien Chavanel, Christophe Kern, Rony Martias et Anthony Charteau.

### Consultant sportif et sélectionneur de l'équipe de France

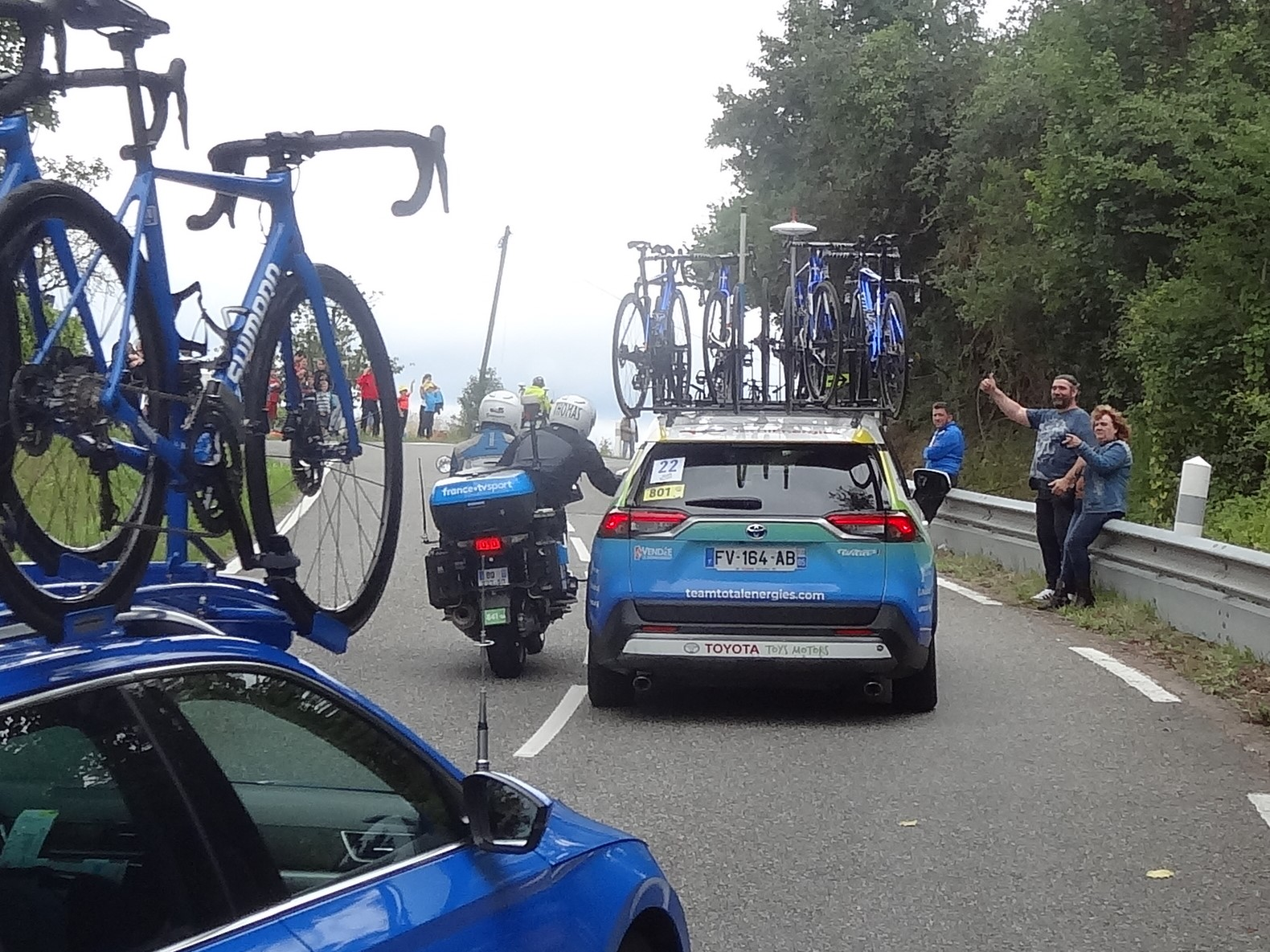
Thomas Voeckler interviewant un membre de TotalEnergies lors de la du Tour de France 2021.

Après avoir mis un terme à sa carrière de coureur, il commence une carrière de consultant sportif pour Eurosport lors du Tour de Vendée 2017. Lors de la rentrée 2017, il s'inscrit à la formation de manager général de club sportif dispensée par le Centre de droit et d'économie du sport de Limoges.
En 2018, il devient ambassadeur pour Amaury Sport Organisation sur plusieurs épreuves et consultant pour France Télévisions. Il remplace notamment Cédric Vasseur, devenu manager de Cofidis, pour commenter les courses sur la moto. Il fait ses débuts à l'occasion du Paris-Nice 2018,. En 2019, il devient le nouveau consultant cyclisme d'Europe 1, remplaçant ainsi Richard Virenque.
Le 30 juin 2019, il est nommé sélectionneur de l'équipe de France masculine de cyclisme sur route et succède à Cyrille Guimard. Le 27 septembre 2020, il mène l'équipe de France au titre de champion du monde sur route remporté par Julian Alaphilippe à Imola en Italie. L'équipe de France n'avait plus remporté ce titre depuis 1997.
Pour la saison 2020, il devient consultant sur la chaîne L'Équipe tout en continuant à travailler avec France Télévisions.
En juillet 2021, il est pour la première fois sélectionneur pour les Jeux olympiques d'été de Tokyo, où la France ne remporte aucune médaille. En septembre, lors des championnats d'Europe, Benoît Cosnefroy décroche la médaille de bronze après une course offensive de l'équipe de France. Deux semaines plus tard, Voeckler mène une nouvelle fois l'équipe au titre mondial, Julian Alaphilippe conservant le maillot arc-en-ciel à l’issue d’une course où les coureurs français se sont montrés à l'attaque tout au long de l'épreuve.
En 2023, il obtient deux titres de champion d'Europe avec Christophe Laporte et le relais mixte,.
En 2024, aux Jeux olympiques de Paris, il obtient la médaille d'argent et la médaille de bronze lors de la course en ligne avec Valentin Madouas et Christophe Laporte.

## Palmarès et classements

### Palmarès amateur
- 1999
  - Nantes-Segré
  - 2e de La Melrandaise
  - 3e du Circuit du Mené
- 2000
  - 7e étape du Circuit des plages vendéennes
  - Flèche ardennaise
  - Grand Prix de la ville de Buxerolles
  - 1re étape du Ruban granitier breton
  - 10ea étape du Tour de Nouvelle-Calédonie
  - 2e de Paris-Roubaix espoirs
  - 2e du Tour du Haut-Béarn

### Palmarès professionnel
| - 2003 - Tour de Luxembourg : - Classement général - 1re et 3e étapes - Classic Loire-Atlantique - 8e étape du Tour de l'Avenir - 2e du Tour de la Somme - 3e du Grand Prix de Denain - 2004 - Champion de France sur route - À travers le Morbihan - 4e étape de la Route du Sud - 2e de la Clásica de Almería - 2005 - 3e étape des Quatre Jours de Dunkerque - 2006 - 5e étape du Tour du Pays basque - Route du Sud : - Classement général - 1re étape - Paris-Bourges - 2e du championnat de France sur route - 3e de l'Étoile de Bessèges - 2007 - Grand Prix de Plouay - Classement général du Tour du Poitou-Charentes - 10e du Tour de Pologne - 2008 - Classement général du Circuit de la Sarthe - Grand Prix de Plumelec-Morbihan - 2009 - Classement général de l'Étoile de Bessèges - Tour du Haut-Var : - Classement général - 2e étape - Trophée des grimpeurs - 5e étape du Tour de France - 2e du Grand Prix d'ouverture La Marseillaise - 3e du Tour de Vendée - 2010 - Champion de France sur route - 15e étape du Tour de France - Grand Prix cycliste de Québec - 3e du Tour de Sardaigne - 10e de Liège-Bastogne-Liège - 2011 - 1re étape du Tour méditerranéen - Classement général du Tour du Haut-Var - 4e et 8e étapes de Paris-Nice - Cholet-Pays de Loire - 2e étape du Tour du Trentin - Quatre Jours de Dunkerque : - Classement général - 4e étape - 3e du championnat de France sur route - 3e du Grand Prix de Plouay - 4e du Tour de France - 10e du Critérium du Dauphiné | - 2012 - Flèche brabançonne - 3e étape de la Tropicale Amissa Bongo - Tour de France : - Classement du meilleur grimpeur - 10e et 16e étapes - 4e de Liège-Bastogne-Liège - 5e de l'Amstel Gold Race - 7e du Grand Prix cycliste de Québec - 7e du championnat du monde sur route - 8e du Tour des Flandres - 2013 - 6e étape du Critérium du Dauphiné - Route du Sud : - Classement général - 3e étape - Tour du Poitou-Charentes : - Classement général - 4e étape (contre-la-montre) - 2e du Tour du Doubs - 2e du Grand Prix de Wallonie - 2014 - 2e de Paris-Tours - 3e du Tour de Vendée - 2015 - 2e du Tour du Gévaudan - 3e du Tour de Yorkshire - 2016 - Tour La Provence : - Classement général - 1re étape - Tour de Yorkshire : - Classement général - 3e étape |  |

### Principales classiques
Le tableau suivant présente les résultats de Thomas Voeckler lors des classiques de l'ancienne Coupe du monde et de l'UCI World Tour (ex-ProTour).
| Année | Milan-San Remo | Grand Prix E3 | Gand-Wevelgem | Tour des Flandres | Paris-Roubaix | Amstel Gold Race | Flèche wallonne | Liège- Bastogne-Liège | Classique de Saint-Sébastien | Vattenfall Cyclassics | Grand Prix de Plouay | Grand Prix cycliste de Québec | Grand Prix cycliste de Montréal | Paris-Tours | Tour de Lombardie |
| ----- | -------------- | ------------- | ------------- | ----------------- | ------------- | ---------------- | --------------- | --------------------- | ---------------------------- | --------------------- | -------------------- | ----------------------------- | ------------------------------- | ----------- | ----------------- |
| 2002  | -              | -             | 31e           | 93e               | -             | -                | -               | -                     | -                            | -                     | -                    | -                             | -                               | 109e        | -                 |
| 2003  | -              | -             | -             | -                 | 52e           | -                | -               | -                     | -                            | -                     | 99e                  | -                             | -                               | -           | -                 |
| 2004  | -              | -             | -             | -                 | 77e           | -                | -               | -                     | -                            | -                     | -                    | -                             | -                               | -           | -                 |
| 2005  | 74e            | 43e           | 42e           | -                 | 80e           | 69e              | 37e             | 37e                   | 138e                         | 47e                   | -                    | -                             | -                               | 116e        | -                 |
| 2006  | 135e           | -             | -             | -                 | -             | 33e              | 22e             | -                     | 67e                          | 53e                   | 111e                 | -                             | -                               | 35e         | -                 |
| 2007  | 66e            | -             | -             | -                 | -             | -                | 33e             | -                     | 109e                         | -                     | Vainqueur            | -                             | -                               | 115e        | Abandon           |
| 2008  | -              | 4e            | -             | -                 | -             | 30e              | -               | 40e                   | 13e                          | -                     | 71e                  | -                             | -                               | 29e         | Abandon           |
| 2009  | -              | -             | -             | -                 | -             | -                | -               | 48e                   | -                            | -                     | 36e                  | -                             | -                               | -           | 78e               |
| 2010  | -              | -             | -             | 58e               | -             | -                | 26e             | 10e                   | -                            | -                     | -                    | Vainqueur                     | 85e                             | 154e        | -                 |
| 2011  | -              | 31e           | 45e           | 28e               | -             | -                | -               | -                     | -                            | -                     | 3e                   | -                             | -                               | -           | Abandon           |
| 2012  | -              | 67e           | 119e          | 8e                | -             | 5e               | -               | 4e                    | -                            | -                     | 63e                  | 7e                            | 21e                             | -           | -                 |
| 2013  | 127e           | -             | -             | 35e               | -             | Abandon          | -               | -                     | -                            | -                     | 61e                  | -                             | -                               | 40e         | 34e               |
| 2014  | -              | -             | -             | -                 | -             | 25e              | -               | 36e                   | 17e                          | -                     | -                    | -                             | -                               | 2e          | -                 |
| 2015  | -              | Abandon       | -             | -                 | -             | -                | -               | 27e                   | -                            | -                     | 125e                 | 55e                           | 47e                             | -           | -                 |
| 2016  | -              | -             | -             | -                 | -             | Abandon          | -               | 106e                  |                              |                       |                      |                               |                                 |             |                   |

### Résultats sur les grands tours

#### Tour de France
15 participations
- 2003 : 119e
- 2004 : 18e,  maillot jaune pendant 10 jours
- 2005 : 124e
- 2006 : 89e
- 2007 : 66e
- 2008 : 97e
- 2009 : 67e, vainqueur de la 5e étape
- 2010 : 76e, vainqueur de la 15e étape
- 2011 : 4e,  maillot jaune pendant 10 jours
- 2012 : 26e,  vainqueur du classement du meilleur grimpeur, vainqueur des 10e et 16e étapes, vainqueur du souvenir Jacques-Goddet
- 2013 : 65e
- 2014 : 42e
- 2015 : 45e
- 2016 : 79e
- 2017 : 91e

#### Tour d'Italie
4 participations
- 2001 : 135e
- 2007 : non-partant (8e étape)
- 2009 : 89e
- 2010 : 23e

#### Tour d'Espagne
1 participation 
- 2005 : 101e

### Classements mondiaux

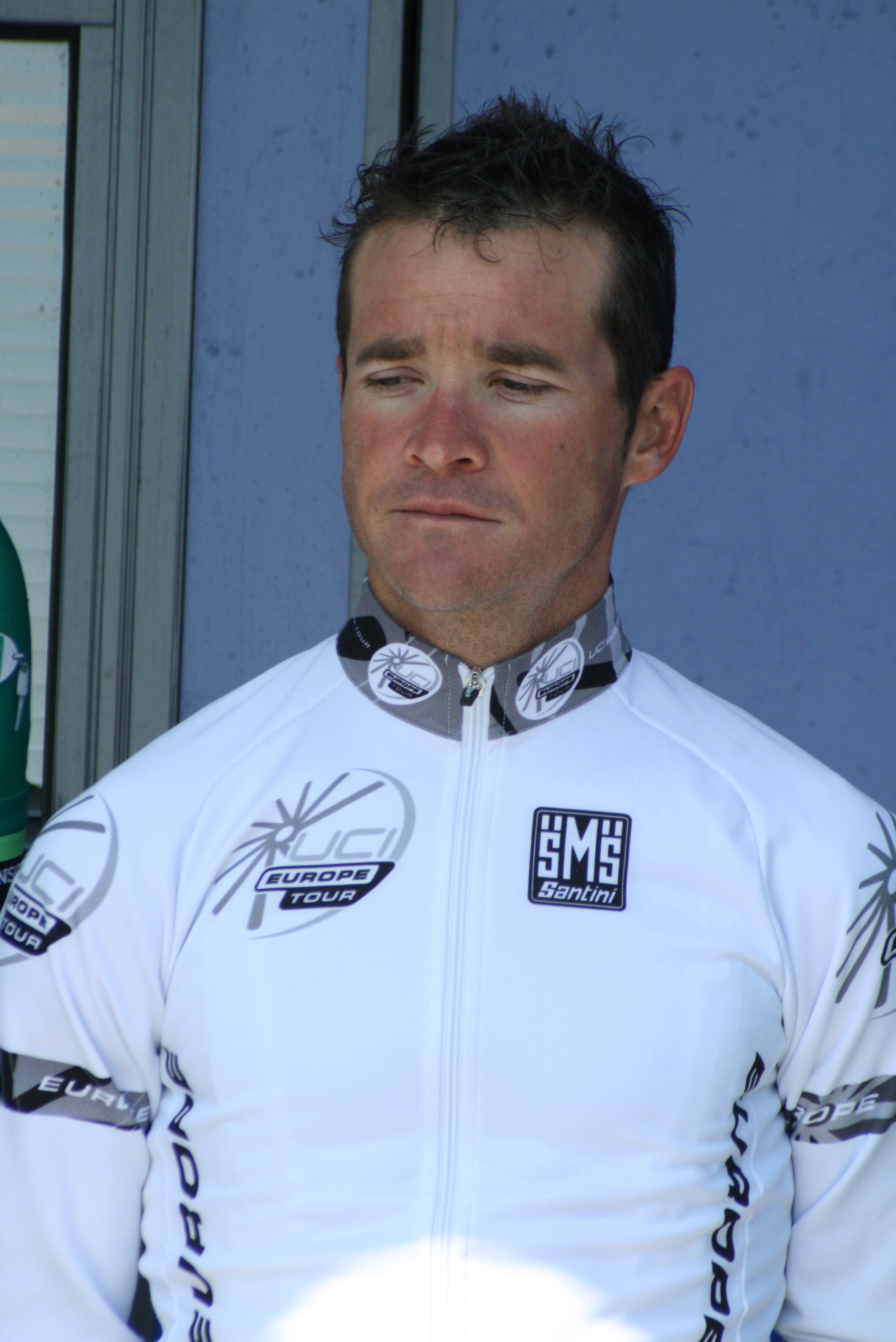
Voeckler porte le maillot de leader de l'UCI Europe Tour 2011 lors des Quatre Jours de Dunkerque.

Jusqu'en 2004, le classement UCI concerne tous les coureurs ayant obtenu des points lors de courses du calendrier international de l'Union cycliste internationale (324 courses en 2004). En 2005, l'UCI ProTour et les circuits continentaux sont créés, ayant chacun leur classement. De 2005 à 2008, le classement de l'UCI ProTour classe les coureurs membres d'équipes ProTour en fonction des points qu'ils ont obtenus lors des courses du calendrier UCI ProTour, soit 28 courses en 2005, 27 en 2006, 26 en 2007. En 2008, le calendrier du ProTour est réduit à 15 courses en raison du conflit entre l'UCI et les organisateurs de plusieurs courses majeures. Les trois grands tours, Paris-Roubaix, la Flèche wallonne, Liège-Bastogne-Liège, le Tour de Lombardie, Tirreno-Adriatico et Paris-Nice ne sont donc pas pris en compte dans le classement ProTour 2008. En 2009 et 2010, un « classement mondial UCI » remplace le classement ProTour. Il prend en compte les points inscrits lors des courses ProTour et des courses qui n'en font plus partie, regroupées dans un « calendrier historique », soit au total 24 courses en 2009 et 26 en 2010. Ce nouveau classement prend en compte les coureurs des équipes continentales professionnelles.
En 2011, l'UCI ProTour devient l'UCI World Tour et reprend dans son calendrier les courses qui l'avaient quitté en 2008. Il comprend 27 courses en 2011 et son classement ne concerne plus que les coureurs membres des 18 équipes ProTeam, dont Europcar ne fait pas partie.
Thomas Voeckler apparaît pour la première fois au classement UCI en 2001 et y obtient son meilleur classement en 2004 : 44e. Après la création de l'UCI ProTour en 2005, il est classé au mieux 41e en 2010.
| Année                  | 2001 | 2002 | 2003 | 2004 | 2005 | 2006 | 2007 | 2008 | 2009 | 2010 | 2011 | 2012 | 2013 | 2014 | 2015 | 2016 | 2017   |
| ---------------------- | ---- | ---- | ---- | ---- | ---- | ---- | ---- | ---- | ---- | ---- | ---- | ---- | ---- | ---- | ---- | ---- | ------ |
| Classement UCI         | 874e | 845e | 152e | 44e  |      |      |      |      |      |      |      |      |      |      |      |      |        |
| Classement ProTour     |      |      |      |      | nc   | 157e | 51e  | nc   |      |      |      |      |      |      |      |      |        |
| Calendrier mondial UCI |      |      |      |      |      |      |      |      | 105e | 41e  |      |      |      |      |      |      |        |
| UCI Europe Tour        |      |      |      |      |      |      |      |      |      | 75e  | 5e   | 17e  | 5e   |      | 110e | 49e  | 1 605e |
| UCI World Tour         |      |      |      |      |      |      |      |      |      |      |      |      |      | 118e |      |      |        |

## Distinctions
- Vélo d'or Espoirs : 2000
- Vélo d'or français : 2010, 2011 et 2012
- Boulevard Thomas Voeckler à Chantonnay.

## Télévision
- 2017 : Plus belle la vie : lui-même
- 2018 : Ninja Warrior : Le Parcours des héros
- 2023 : Fort Boyard

## Revenus
En 2005, au sein de l'équipe Bouygues Telecom, le salaire annuel de Thomas Voeckler s'élève à 330 000 euros. Il fait alors partie des cyclistes français les mieux payés après Sylvain Chavanel, Christophe Moreau et David Moncoutié.
En 2011 au sein de l'Europcar, le salaire mensuel de Thomas Voeckler avoisine 40 000 euros et le salaire annuel s'élève à 420 000 euros. Il fait alors partie des cyclistes français les mieux payés après Sylvain Chavanel. En 2012, son salaire mensuel a été revu à la hausse, il avoisine 70 000 euros. Il devient le cycliste français le mieux payé, juste devant Sylvain Chavanel (60 000 euros).